# František Tomášek
František Tomášek (Studénka, Morávia-Silésia, 30 de junho de 1899 - Praga, Checoslováquia, 4 de agosto de 1992) foi um cardeal da Igreja Católica Romana, o 34º Arcebispo de Praga e um teólogo católico romano. A sua "oposição cautelosa mas resoluta ao regime comunista da Checoslováquia ajudou a provocar a sua morte pacífica na Revolução de Veludo de 1989". 

## Biografia

### Início da vida e educação
Nascido em 1899 na então parte do Império Austríaco, Tomášek foi um dos seis filhos de um professor que morreu quando ainda era menino. Após completar seus estudos e serviço militar, ele estudou na Faculdade de Teologia de Olomouc dos Santos Cirilo e Metódio e foi ordenado em 7 de maio de 1922. Ele ensinava religião nas escolas. Mais tarde, ele também ensinou na faculdade teológica de Cirilo e Metódio, onde obteve um doutorado em 1938. Logo depois, a ocupação nazista levou ao fechamento das universidades tchecas e Tomášek voltou ao ensino escolar. Após a guerra, Tomasek novamente ensinou na faculdade e também obteve um segundo doutorado.

### Episcopado
Apesar da oposição do governo comunista no poder na Checoslováquia desde 1948 de fevereiro, que, assim como impor a censura em sermões e cartas pastorais e proibindo muitas organizações religiosas, exigiu a sua própria aprovação para compromissos da Igreja, o Papa Pio XII nomeou Tomášek Bispo Auxiliar de Olomouc em 12 de outubro de 1949. Tomášek foi secretamente consagrado no dia seguinte.
Em 1950 Tomášek, com todos os outros bispos leais a Roma, e metade dos sacerdotes foram presos e enviados para campos de trabalho. Os mosteiros e todos os seminários católicos, com exceção de dois, foram fechados, e a Igreja Católica de rito oriental na Eslováquia foi proibida. Em 1953, Tomášek foi liberto do campo de Želiv, mas só pôde trabalhar como pároco na aldeia de Moravská Huzová.
Para surpresa de muitos, o governo permitiu-lhe comparecer ao Concílio Vaticano II, o único bispo da Checoslováquia capaz de participar em todas as sessões (1962-1965).
Em 1965, o cardeal Josef Beran, arcebispo de Praga, foi autorizado a deixar a Checoslováquia de acordo com um acordo que, em troca de concessões à Igreja, permaneceria em Roma, e Tomášek foi nomeado em 18 de fevereiro de 1965 para administrar a Arquidiocese, sendo finalmente autorizado a deixar Moravská Huzová.
Tomášek rapidamente prometeu apoio às reformas da Primavera de Praga sob o comando de Alexander Dubček em 1968. Com a maior liberdade permitida, ele passou a aplicar também as reformas instituídas pelo Concílio Vaticano II. A invasão liderada pelos soviéticos, em agosto de 1968, removeu novamente quase todas as liberdades conquistadas por Dubček, embora a permissão do Estado para a existência da Igreja do Rito Oriental não fosse revogada.

### Cardinalato
Em 24 de maio de 1976, o papa Paulo VI anonimamente (in pectore) nomeou Tomášek para o Colégio dos Cardeais. No ano seguinte, o Papa sentiu que o perigo de represálias do governo checoslovaco foi suficientemente diminuído para ele publicar a nomeação em 27 de junho de 1977. Ele também nomeou Tomášek Arcebispo de Praga, a autoridade sobre a qual foi considerado mais prudente deixar Tomášek continua a ter apenas os poderes de um administrador apostólico, mesmo após a morte do Cardeal Beran, em 17 de maio de 1969.
Tomášek participou dos conclaves de 1978 que elegeram João Paulo I e João Paulo II. Este último, um velho amigo de Tomášek, infundiu nova coragem nos líderes da Igreja Católica na Europa centro-oriental, incluindo Tomášek, que criticou abertamente as políticas do governo e apoiou iniciativas de organizações leigas exigindo maior liberdade, incluindo a Carta 77.

### Vida tardia e morte
A Revolução de Veludo de novembro de 1989 foi seguida pela visita do papa João Paulo II à Checoslováquia em abril de 1990, sua primeira visita a um país que não era sua Polônia natal, sob um regime similar. Em 27 de março de 1991, quando Tomášek tinha quase 92 anos de idade (muito depois dos 75 anos de idade em que os bispos devem oferecer sua renúncia), sua renúncia ao governo da Arquidiocese de Praga foi efetivada. Ele morreu em 4 de agosto de 1992.

### Curiosidade
A sede da residência de František Tomášek em Praga foi usada como palácio do imperador nas filmagens de Amadeus, de acordo com os créditos. 